# Petite centrale électrique d'Ottenbach
La petite centrale historique d'Ottenbach a fonctionné en tant que source historique de production de courant pour l'ancienne usine de tissage de soie A. F. Haas & Co. à Ottenbach. Elle fut électrifiée en 1920. Cette centrale est conservée en état de fonctionnement dans son état original de 1920 en tant que témoin historique de l'archéologie industrielle. L'ensemble de l'usine, de la centrale hydraulique et des bâtiments est un bien culturel sous protection du patrimoine cantonal.

## Histoire
À partir de 1645, les meuniers d'Ottenbach et de Rickenbach utilisèrent également l'eau de la Reuss pour moudre le grain, car les ruisseaux du village ne fournissaient pas assez d'eau pendant les mois d'été. En 1833, le canton de Zurich accorda le droit d'eau pour l'exploitation d'un moulin à farine. En 1836, le meunier Jakob Beerli construisit un canal avec un déversoir à farce pour réguler le débit de l'eau de la Reuss vers la roue du moulin.
Depuis la fin du XVIIIe siècle, l'industrie textile se développa à Ottenbach en tant qu’industrie artisanale. En 1784, la filature de coton employait 49% de la population (430 personnes, dont 287 à l'année). Au début du XIXe siècle, il y avait environ 350 métiers à tisser et la « Mechanische Seidenstoffweberei Zürich » employait plus de 200 personnes du village et des environs d'Ottenbach.
En 1869, la « Mechanische Seidenstoffweberei Zürich » (propriété de Bodmer & Hürlimann) acheta l'ancien moulin à Heinrich Schmid, qui l'avait racheté à son cousin Jakob Beerli et l'avait transformé en usine textile. Le 9 novembre 1871, Bodmer & Hürlimann obtint du canton de Zurich la concession de droits d'eau n° 19, signée par Gottfried Keller, secrétaire d'Etat. Avec quelques modifications mineures, elle reposait sur l'ancienne concession de droits d'eau de 1833. L'énergie hydroélectrique fut utilisée pour l'entraînement mécanique direct des métiers à tisser via l'arbre royal et le système de transmission toujours en place aujourd'hui. La roue du moulin fut remplacée par une turbine Jonval (Bell Maschinenfabrik) en 1881. En 1909, selon les plans du bureau d'études Hickel de Lucerne, l'ancien système à turbine fut renouvelé dans un nouveau bâtiment et le fond du canal de drainage fut abaissé afin de pouvoir insérer dans l'ancien canal de repos une nouvelle turbine Francis (Maschinenfabrik Uzwil). En hiver, lorsque l’eau courante manquait, une locomotive à charbon était couplée aux transmissions pour remplacer la turbine. Deux voitures à chevaux devaient faire les allers-retours entre Ottenbach et la gare d'Affoltern am Albis pour apporter les quantités nécessaires de charbon.
En 1920, on construisit les composants actuels de la centrale et on installa une nouvelle turbine Francis plus puissante et un générateur électrique afin de pouvoir actionner électriquement tous les métiers à tisser. Pendant la crise économique mondiale, l'entreprise fut intégrée à la « Seiden- und Dekorationsstoffweberei A.F. Haas & Co. » qui continua à produire des étoffes jusqu'en 1970. Puis, cette entreprise se limita au commerce de textiles. Actuellement, elle s’appelle « Haas Shopping ».
En 1977, le canton de Zurich acheta la réserve naturelle de Bibelaas, afin de protéger les rives de la Reuss, y compris la petite centrale électrique adjacente, le canal et le déversoir à farce. En 2011/2012, le canal d'amenée et le déversoir à farce ont dû être réparés en raison des dégâts causés par les inondations de 2005 et 2007.

## Canal de l'usine et déversoir à farce

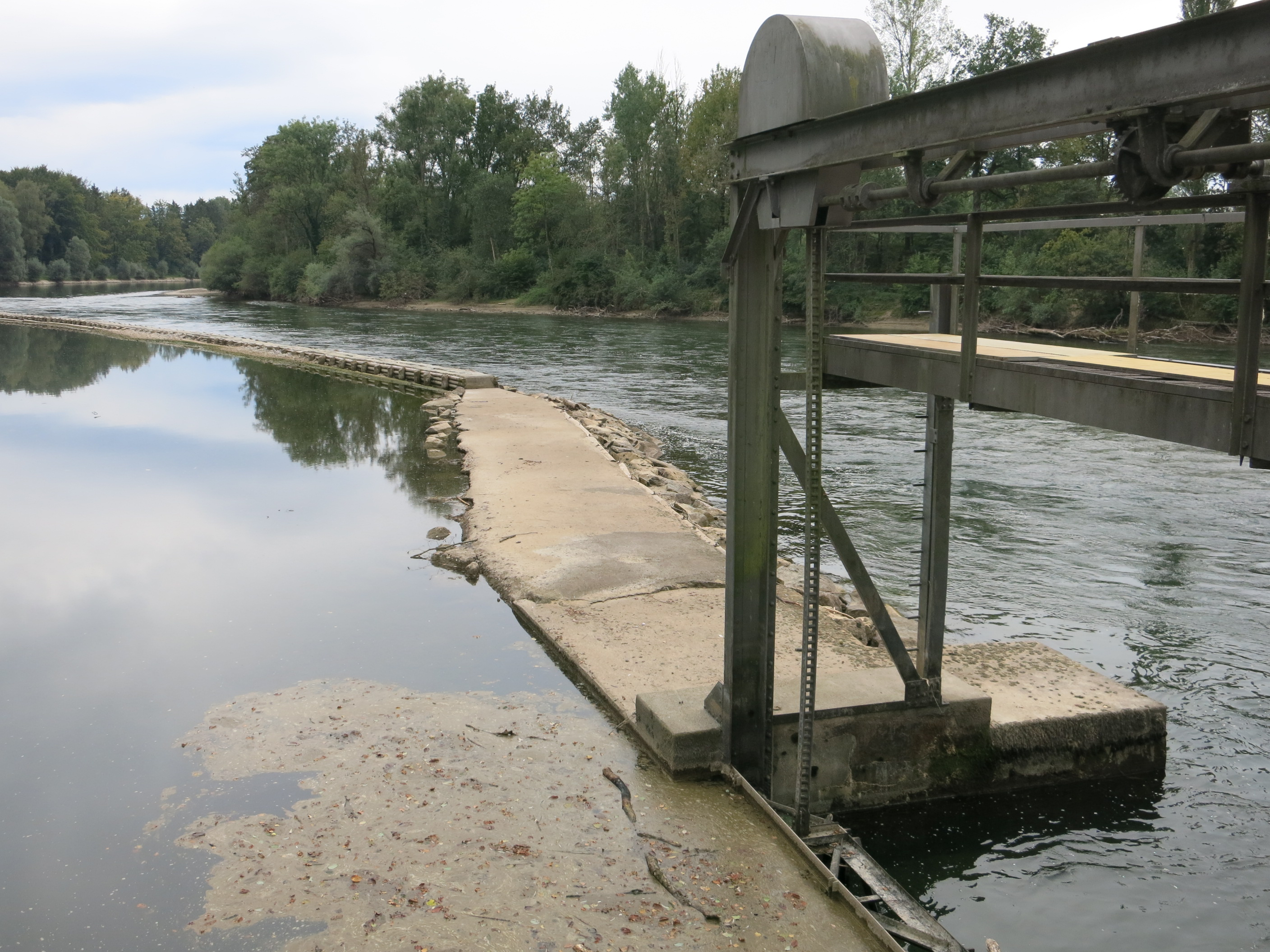
déversoir

Grâce au déversoir à farce de 200 mètres de long – le plus long de ce type dans le canton de Zurich – l'eau de la Reuss est canalisée par quatre siphons d'entrée (portes) vers le canal d'amenée. Les siphons d'entrée peuvent être utilisés pour réguler la quantité d'eau qui s'écoule dans le canal d'amenée. Le piège à gravier est utilisé pour chasser le gravier et le sable du canal du déversoir à farce. À cette fin, il est ouvert une fois par an pendant quelques jours.
La petite centrale est une hydroélectricité au fil de l'eau dans laquelle les niveaux d'eau des canaux d'amont et d'aval sont les mêmes et l'eau ne peut être stockée que pendant une courte période en fermant le trop-plein ou le piège à vide. Lorsque le piège est fermé, l'eau est retenue jusqu'à ce qu'elle déborde par-dessus le panneau de bois.
En fonctionnement, le piège de ralenti est fermé et le piège d'entrée de la turbine (contacteurs à plaques) est relevé. En soulevant le piège d'entrée de la turbine, l'eau peut s'écouler du canal d'amenée à travers le râteau à écailles dans la structure d'entrée. Une vis sans fin permet de déplacer une crémaillère fixée au piège pour faire monter ou descendre les panneaux de bois (contacteur, piège) constitués de plusieurs planches dans leurs rails de guidage latéraux. Le canal, le déversoir de farce, les pièges alluviaux et les pièges d'entrée sont restés pratiquement inchangés depuis 1900. L'eau turbinée retourne dans la Reuss par un canal sous-marin.

## Maison de la turbine
Les machines et les entraînements de la salle des turbines datent de 1920, date à laquelle les métiers à tisser ont été convertis au fonctionnement électrique. La turbine, l'appareil de guidage et la chambre à eau sont situés au sous-sol. Dans la salle des machines, la grande roue conique, qui repose sur l'axe de la turbine et est équipée de dents en bois d'origine datant de 1920, est mise en mouvement par la force de rotation de la turbine. Avec la petite roue d'engrenage conique et les transmissions, la force de rotation est transmise à l'arbre conique, qui entraîne le générateur à 1000 tours par minute. Le régulateur mesure la vitesse de rotation et règle ensuite le débit d'eau vers la turbine afin d'adapter la puissance à l'alimentation en eau. En fonctionnement insulaire, il maintient la fréquence du réseau à 50 Hz.

### Turbine et appareil de guidage
L'alimentation en eau peut être régulée au moyen de l'appareil de guidage autour de la turbine, qui se compose d'aubes réglables. L'eau du moteur s'écoule par le système d'aubes directrices sur les aubes de la turbine Francis d'environ 62 kW (84 CV) construit par la Maschinenfabrik Bell et la met en rotation.

### Transmission de l'énergie
Avec l'électrification, à partir de 1920, les métiers à tisser ne sont plus entraînés mécaniquement par l'arbre-roi, mais électriquement par l'électricité produite par le générateur. L'électricité excédentaire fut injectée dans le réseau public à partir de 1939, la fréquence des générateurs étant déterminée par le réseau. Le système de transmission élaboré, avec ses grandes roues et ses courroies en cuir, rappelle l'époque d'avant 1920. Inversement, l'électricité pouvait être tirée du réseau lorsque la turbine ne fonctionnait pas. Le générateur synchrone triphasé avec excitateur attaché construit en 1920 par Brown, Boveri & Cie a une puissance de 62 kW. À une fréquence de 50 Hz, tourne à 1000 tr/min.

### Régulateur
L'appareil de guidage souterrain est commandé dans la salle des machines par le régulateur de l'usine à machines Bell, auquel il est relié par une tringlerie. Une fois que la turbine est mise en marche avec le volant, la pression d'huile avec le régulateur centrifuge assure le maintien constant de la vitesse souhaitée.

### Panneau de contrôle

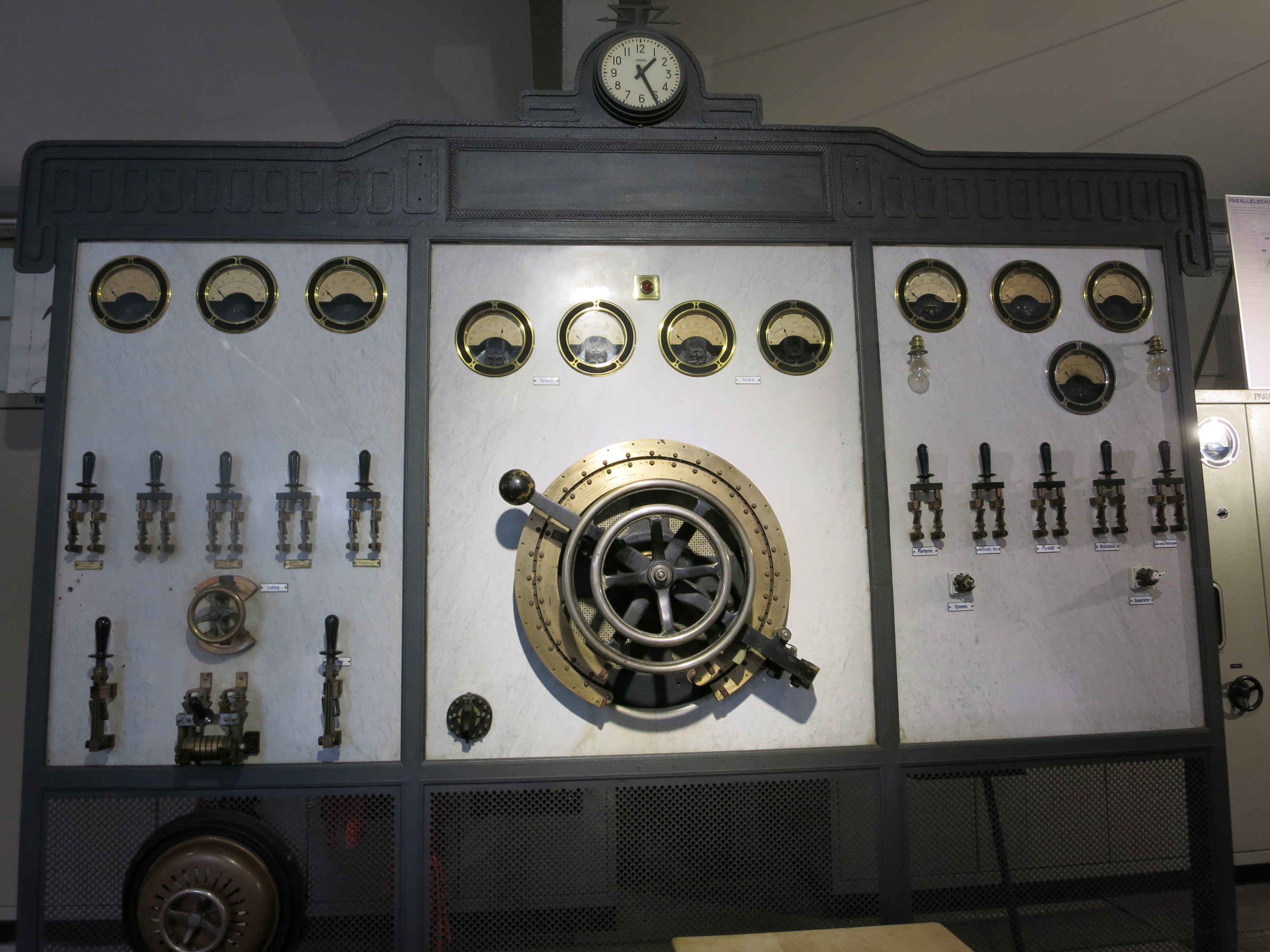
Panneau de contrôle

Le tableau de commande de style Art déco avec les instruments de mesure électromécaniques de la société Trüb, Fierz & Co. a servi à contrôler l'éclairage des salles de tissage. Le courant continu nécessaire à cette fin était généré par une dynamo, qui n'est plus disponible aujourd'hui, et stocké dans une batterie d'accumulateurs composée de 150 verres remplis chacun de 100 litres d'acide sulfurique.

## Association de la petite centrale électrique historique d'Ottenbach (VHKO)
Fondée en 2013, l'association est responsable de la mise en service régulière, des travaux d'entretien courants et de la protection contre les inondations pour le compte du Département des monuments historiques du canton de Zurich. Il organise des visites et des démonstrations (mise en service de la centrale) pour le public, puis recherche et documente l'histoire technique et économico-sociale de la petite centrale. Les visites de groupes ont lieu sur demande, les journées portes ouvertes sont publiées sur le site web.